# Ordre royal du Sahametrei
L'Ordre royal de Sahametrei (en Khmer : គ្រឿងឥស្សរិយយសលំដាប់សហមេត្រី) est un ordre chevaleresque décerné par le gouvernement du royaume du Cambodge. Il est décerné aux personnes civiles ou militaires étrangères au royaume du Cambodge et ayant rendu des services distingués au roi ou au peuple cambodgien.

## Histoire
Institué par le roi Norodom Sihanouk le 9 septembre 1948, l'ordre a été mis en sommeil en 1975 par les Khmers rouges et pendant toute la période du Kampuchéa démocratiqueavant d'être restauré le 5 octobre 1995, à nouveau par le roi Norodom Sihanouk.
Créé avec les trois grades de Chevalier, Officier et Commandeur, l'ordre a été étendu avec les grades de Grand officier et de grand-croix le 23 août 1956

## Description
Le ruban de l'ordre comporte une large bande centrale rouge flanquée de deux bandes bleues plus minces sur chacune desquelles est posé un liseré jaune. Les médailles des grades de Chevalier et d'Officier se portent sur la poitrine, celle de Commandeur en cravate. Les grades de Grand officier et de Grand-croix sont portés en écharpe.

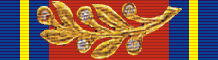
Ruban de Grand-croix
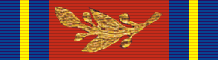
Ruban de Grand officier
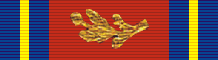
Ruban de Commandeur
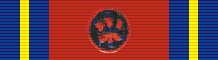
Ruban d'Officier
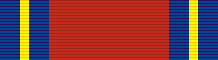
Ruban de Chevalier